# 托马斯·雷门格绍
托馬斯·雷門格紹（英語：Thomas Ongelibel Remengesau Sr.；1929年11月28日—2019年8月3日）是一名帕勞政治家。1985至1988年，他擔任帕勞副總統，並在兩任總統於任內身亡後擔任過兩次帛琉總統（代理：1985年6月30日—1985年7月2日；第4任：1988年8月20日—1989年1月1日）。
1985年6月，總統哈魯奧·雷梅利克遇刺身亡，副總統阿方索·奧伊特龍於7月2日從紐約回國就任總統，在此之間，由司法部長雷門格紹代任總統。
1985年8月，雷門格紹在1985年帕勞總統選舉中當選為帕勞副總統。1988年8月，總統拉扎勒斯·薩利吞槍自殺身亡，副總統雷門格紹就任總統，直到1989年1月新任總統恩吉拉特克爾·埃特皮森宣誓就職為止。
他的大兒子小湯馬士·雷門格紹是帕勞第7及第9任總統，兩次均獲得連任。後擔任雅拉爾德州酋長，2019年8月3日，於自己兒子總統任內逝世，享年89歲。